# 拉夏德芳足球會
拉夏德芳足球會（FC La Chaux-de-Fonds）是一家位於瑞士拉紹德封的足球俱樂部，成立於1894年。
拉夏德芳足球會於1894年7月4日成立，並在1954年、1955年、1964年賽季贏得瑞士超級足球聯賽冠軍，但最近一次參加頂級聯賽已經是1986-87年賽季，球隊亦在1948年、1951年、1954年、1955年、1957年和1961年贏得瑞士盃冠軍。

## 榮譽
瑞士超級足球聯賽:
- 冠軍 (3): 1953–54, 1954–55, 1963–64
- 亞軍 (3): 1904–05, 1916–17, 1955–56

瑞士盃:
- 冠軍 (6): 1948, 1951, 1954, 1955, 1957, 1961
- 亞軍 (1): 1964
- 瑞士第五級聯賽:
- 冠軍 (1): 2014–15

## 外部鏈接
- 官方网站 （法語）